# 笠神 (印西市)
笠神（かさがみ）は、千葉県印西市の大字。郵便番号270-2322。

## 地理
北は本埜小林、将監、松木、北東は中田切、下井、東は酒直卜杭、長門屋、甚兵衛、立埜原、南東は和泉屋、佐野屋、川向、南は押付、下曽根、行徳、南西は中根、滝、西は物木、北西は小林、物木に隣接している。

## 小字
小字は以下の通り
- 新畑（しんばた）
- 細割（ほそわり）
- 鳴戸（なると）
- 埜畑（やはた）
- 八畝（はっせ）
- 下埜畑（しもやはた）
- 下鳴戸（しもなると）
- 下細割（しもほそわり）
- 川向（かわむかい） - 一部が川向となる。
- 南川向（みなみかわむかい）
- 南前（みなみまえ）
- 五斗蒔（ごとまき）
- 下五斗蒔（しもごとまき）
- 東前（ひがしまえ）
- 舟戸（ふなど）
- 根古屋（ねごや）
- 笠神前（かさがみまえ）
- 下池（したいけ）
- 町田（まちだ）
- 作万橋（さくまんばし）
- 界田（さかいだ）
- 須賀前（すかまえ）
- 井谷里（いやり）
- 丸沼（まるぬま）
- 丸沼中通（まるぬまなかどおり）
- 徒越（かちごし）
- 梵天地（ぼんてんち）
- 沖田（おきだ）
- 長町（ながまち）
- 湯賀池（ゆがいけ）
- 中池（なかいけ）
- 馬渡（まわたし）
- 郷（ごう）
- 向辺田（むかいへだ）
- 金剛院（こんごういん）
- 下徒越（しもかちごし）
- 出津（でづ）
- 野原（やわら）

## 歴史
江戸期は笠神村であり、下総国印旛郡印西領のうち。寛文3年から幕府領、元禄14年から佐倉藩領、享保8年から淀藩領。なお、天明6年印旛沼干拓事業に際し、一時期上知され幕府領となっている。慶長7年に検地が行われ、村高384石余、延宝元年の新田検地で笠神埜原開発分516石余加増、「元禄郷帳」「天保郷帳」「旧高旧領」ともに901石余。天保14年明細帳によれば、反別125町8反余、ほかに藩御用林1か所2町8反余、白井村・我孫子村の助郷村。なお、享保8年「淀領郷村帳」によれば、本年貢のほかに野手米1石5升・夫役永1貫873文7分・百姓林銭永35文を上納している（田辺家文書）。明暦2年埜地をめぐる小林村との争論で当村百姓3名が極刑となるが、埜地が当村の帰属となり、のち三義人として供養された（印旛郡誌）。神社は愛宕明神・鳥見明神・蘇波鷹明神・笠神宮・熊野権現、寺院は天台宗南陽院・性善院・戒行寺など。明治6年千葉県に所属。明治22年本郷村の大字となる。

### 年表
- 1873年（明治6年） - 千葉県に所属。
- 1889年（明治22年）4月1日 - 町村制施行し、竜腹寺村、笠神村、中根村、滝村、物木村、荒野村、角田村、惣深新田飛地が合併し印旛郡本郷村が発足。本郷村大字笠神となる。
- 1913年（大正2年）4月1日 - 本郷村・埜原村が合併し、本埜村が発足。本埜村笠神となる。
- 笠神字川向の一部が川向となる。
- 2010年（平成22年）3月23日 - 印旛村・本埜村が印西市に編入。印西市笠神となる。

## 世帯数と人口
2017年（平成29年）10月31日現在の世帯数と人口は以下の通りである。
| 大字 | 世帯数  | 人口  |
| ---- | ------- | ----- |
| 笠神 | 268世帯 | 599人 |

## 施設
- 印西市役所本埜支所
- 印西市立本埜中学校
- 本埜学校給食センター
- 本埜保健センター
- 印西警察署本埜駐在所
- 笠神青年館
- 向公会堂
- 下井公会堂
- 南陽院
- 弁天堂
- 下井鳥見神社
- 愛宕神社
- 熊野神社
- 日枝神社
- 浅間神社
- 蘇羽鷹神社
- 笠神社
- 笠神機場
- 笠神補給機場

## 交通

### 道路
- 都道府県道
  - 千葉県道291号印西印旛線